# Kerčský průliv
Kerčský průliv (ukrajinsky Керченська протока, rusky Керченский пролив, v antice známý jako Bospor Kimmerský, též Bospor Kerčský) je průliv mezi Černým a Azovským mořem, svíraný Tamanským poloostrovem na východě a Kerčským poloostrovem (který je součástí Krymského poloostrova) na západě. Průliv je široký 4,5 až 15 km a hluboký maximálně 18 m. Průlivem prochází od severu k jihu hranice mezi Ukrajinou a Ruskem (Krasnodarský kraj).

## Historie a doprava

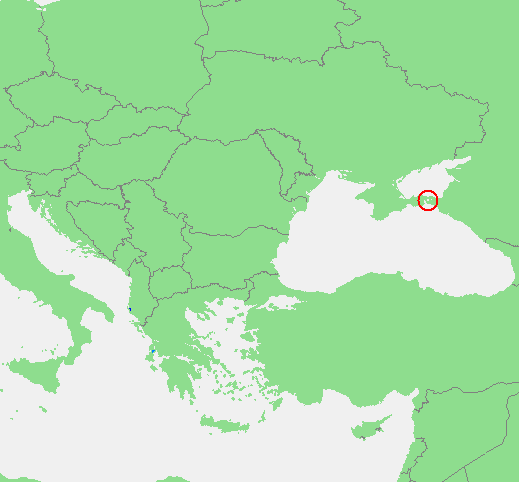
Kerčský průliv

Průliv byl znám již starověkým Řekům, kteří ho nazývali Kimmerijský Bospor a kolem roku 540 př. n. l. zde založili osadu Fanagoreiu.
Na podzim roku 2003 se stal průliv předmětem sporu mezi Ruskem a Ukrajinou, po tom co Rusko začalo dne 29. září 2003 se stavbou hráze z Tamanského poloostrova k malému ostrovu Tuzla. V neděli 11. listopadu 2007 se v průlivu rozlomil ruský tanker Volganeft-139 převážející mazut; do moře uniklo přes 1000 tun suroviny.
V roce 2018 byl otevřen Krymský most, překlenující průliv, jehož výstavba byla započata v roce 2016, krátce po ruské anexi Krymu. Současná lodní doprava v průlivu je poznamenána problematickými rusko-ukrajinskými vztahy a de facto je pod kontrolou Ruska. Ačkoli je plavební režim upraven bilaterální smlouvou z roku 2003, která lodím pod ukrajinskou vlajkou zajišťuje právo na volný přístup do Azovského moře (přičemž ruské úřady mohou tato plavidla podrobit inspekci), v roce 2018 ukrajinská pohraniční služba ohlásila, že Rusko během několika měsíců zastavilo celkem 150 ukrajinských plavidel směřujících do azovských přístavů Berďansk a Mariupol. Rusko-ukrajinská námořní hranice v oblasti průlivu není dodnes (2018) upravena žádnou bilaterální smlouvou.
Dne 25. listopadu 2018 došlo v průlivu k incidentu, při kterém ruská pobřežní služba zabránila proplutí třem ukrajinským lodím.
Dne 22. ledna 2019 došlo v průlivu k explozi a následnému požáru dvou lodí plujících pod tanzanskou vlajkou. K výbuchu na tankerech Maestro a Kandi došlo při přečerpávání stlačeného plynu v mezinárodních vodách asi 25 km od pobřeží Krymu. Zahynulo při něm nejméně 14 námořníků. Lodní provoz v průlivu nebyl zastaven.
Dne 15. prosince 2024 došlo vlivem špatného počasí k poškození několika tankerů, z nichž jeden (Volgoněfť 212) se rozlomil. Pobřeží bylo zamořeno mazutem, kterého uniklo zhruba 3000 tun.